# Emilie Martin
Pour les articles homonymes, voir Martin.
Emilie Norton Martin (née le 30 novembre 1869, à Elizabeth, New Jersey ; morte le 8 février 1936) est une mathématicienne américaine et professeure de mathématiques au Mount Holyoke College.

## Formation et carrière
Emilie Martin a obtenu son bachelor au Bryn Mawr College en 1894 avec une majeure en mathématiques et en latin. Elle a poursuivi ses études supérieures à Bryn Mawr sous la supervision de Charlotte Scott. En 1897-1898, elle bénéficie d'une bourse Mary E. Garrett de Bryn Mawr pour étudier à l'Université de Göttingen. À Göttingen, Martin et Virginia Ragsdale assistent aux conférences de Felix Klein et David Hilbert. Bien que son nom et le titre de sa thèse aient été imprimés dans le programme du début de 1899, son doctorat n'a été accordé qu'en 1901, année de la publication de sa thèse.
En 1903, elle devient enseignante au Mount Holyoke College. Elle est ensuite promue professeure agrégée, puis professeure. Même si elle avait obtenu son doctorat, cela ne l'a pas accélérée. Elle a passé huit ans en tant qu'instructeur et quinze ans en tant que professeur associé. C’était courant pour les femmes de son temps, qui étaient souvent empêchées de passer le poste de professeure associée.

## Travaux
Les recherches de Martin portent sur les groupes de substitution primitifs du degré 15 et les groupes de substitution primitifs du degré 18. En 1904, elle publie l'index des dix premiers volumes du Bulletin de l'American Mathematical Society.
Martin est membre de l'Association américaine pour l'avancement des sciences, de l'American Mathematical Society et de la Mathematical Association of America.